# Přebor republiky 1954
L'edizione 1954 del campionato cecoslovacco di calcio vide la vittoria finale dello Spartak Praga Sokolovo.
Capocannoniere del torneo fu Jiří Pešek dello Spartak Praga Sokolovo con 15 reti.

## Classifica finale
|    | Classifica                | G  | V  | N | P  | GF | GS | DR  | Pti |
| -- | ------------------------- | -- | -- | - | -- | -- | -- | --- | --- |
| 1  | Spartak Praga Sokolovo    | 22 | 13 | 4 | 5  | 45 | 21 | +24 | 30  |
| 2  | Sokol OKD Ostrava         | 22 | 11 | 6 | 5  | 45 | 26 | +19 | 28  |
| 3  | CH Bratislava             | 22 | 12 | 3 | 7  | 34 | 23 | +11 | 27  |
| 4  | ÚDA Praga                 | 22 | 9  | 7 | 6  | 33 | 26 | +7  | 25  |
| 5  | Slovan ÚNV Bratislava     | 22 | 10 | 5 | 7  | 35 | 28 | +7  | 25  |
| 6  | Baník Kladno              | 22 | 7  | 8 | 7  | 37 | 32 | +5  | 22  |
| 7  | Dynamo Praga              | 22 | 9  | 3 | 10 | 36 | 57 | -21 | 21  |
| 8  | Jiskra Slovena Žilina     | 22 | 7  | 6 | 9  | 25 | 36 | -11 | 20  |
| 9  | Tatran Prešov             | 22 | 8  | 2 | 12 | 26 | 43 | -17 | 18  |
| 10 | Tankista Praha            | 22 | 5  | 7 | 10 | 32 | 33 | -1  | 17  |
| 11 | Křídla vlasti Olomouc     | 22 | 6  | 5 | 11 | 23 | 26 | -3  | 17  |
| 12 | Spartak Praga Stalingrado | 22 | 5  | 4 | 13 | 34 | 54 | -20 | 14  |

## Verdetti
- Spartak Praga Sokolovo Campione di Cecoslovacchia 1954.
- Křídla vlasti Olomouc e Spartak Praga Stalingrad retrocesse.